# مصير صرصار
مصير صرصار  مسرحية للأديب توفيق الحكيم صدر كتابها عام 1966 عن دار «مكتبة مصر» في 192 صفحة. أعيد إصدار الكتاب عدة مرات بالعربية والإنجليزية. تناول توفيق الحكيم في هذه الرواية قضايا عديدة مهمة وجوهرية بأسلوب فكاهي ساخر وأهم ما تعرضه هي قضية وإشكالية الشعور الزائف بالفوقية سواءً على مستوى الفرد أو على مستوى الجماعة، وتمتاز الرواية بالعبثية المفرطة

## ملخص المسرحية
مات الصرصور الصغير نجل وزير الصراصير نتيجة هجوم جحافل من قوات النمل عليه. سقط الصرصور الصغير على ظهره وسارعت جيوش النمل في حمله إلى بيوتهم فهو غذاء يكفي النمل لشهور. حزن الصرصار الوزير وسارع إلى ملك الصراصير وزوجته الملكة والكاهن والعالم العلامة، وأمر الملك بعقد اجتماع لمناقشة مشكلة الوزير. كانت مشكلة الملك والصراصير المجتمعين كيفية جمع الصراصير الأخري، لإيجاد حل والحد من خطر النمل. وكان جميع الصراصير يعلمون أنهم مختلفين عن النمل القادر على التنظيم والإدارة والعمل الجماعي، فكل صرصار له عالمه الخاص، وما الملك إلا ملك على نفسه فقط، أما فريق عمله من الوزير والكاهن والعالم فهم يعملون متطوعين وليس لديهم أطماع في مناصب أو رتب في مجتمع الصراصير ويمكنهم الاستقالة في أي وقت. وهكذا كان الاجتماع لمناقشة مشكلة مصيرية، فلا سلطان لأحد على أحد.. حرية مطلقة.
حدد المجتمعون المشكلة في كيفية جمع الصراصير، التي لم تتعود على الاجتماع، فطلبوا من العالم البحث عن حل فهو المفكر والعقل المدبر وقال إن الصراصير لا تجتمع إلا على الطعام، وأنه رأى جمعا من الصراصير ذات مرة متحلقين حول قطعة طماطم، فلا يجتمع الصراصير وغير الصراصير إلا على الطعام، لكن مازالت المشكلة من أين يأتون بالطعام، الذي يغرى الصراصير بالتجمع سوياً في اجتماع واحد. وطلبوا من الكاهن إيجاد حل لمشكلة النمل، وتحجج قائلاً إنه ليس لديه إلا القرابين والصلاة والدعاء.
قال العالم أن النمل له أيضا وزيرا للتموين، قادرا على تخزين الطعام، لاستخدامه عند الحاجة، والنمل كائنات لا تعرف الكسل وتتمتع بالنظام، والعمل المتقن وتوزيع الأدوار، لكن الصراصير هي مخلوقات راقية ولا تطمع في أحد، وتسعى للمعرفة، وهي محبة للاكتشاف. لا يهم الصراصير الطعام وتخزينه، أو الحرب من أجله، وهي تكتشف الطعام بشواربها ولا تأكله، لأن همها المعرفة، فهم أرقى المخلوقات، التي تهتم بالأفكار، وتواجه مشكلات في الحياة مع المخلوقات المنحطة، كالنمل الذي لا يهمه إلا الطعام وتخزينه، ولا تدري عن تمدن الصراصير وحضارتهم.
أدرك الملك والمجتمعين أن توحيد الصراصير والدعوة لجمعهم لابد أن تكون دعوة لمصلحة ما.. مثل الطعام. ولا سبيل لجمعهم لطرح أفكار وقول شعارات وأيديولوجيات فهذا يسبب الشقاق والنفور، فالمصلحة العامة خير ضمان للتجمع، وعندما يفشل المجتمع في مواجهة الأخطار الحقيقية، أو يفشل في تحقيق مصالح مشتركة، تظهر الأوهام.. أوهام التفوق، فيتصور عالم الصراصير أنهم خير الكائنات على الأرض، يهتم بالقضايا الفلسفية الكبري، ويتعالى عن مصالح الحياة اليومية.
بعد انتهاء النقاش حول مصير مملكة الصراصير، يخبرهم العالم العلامة عن اكتشافه لبحيرة عظيمة جافة احياناً وممتلئة احياناً أخرى (حوض الاستحمام أو البانيو)... فيذهبوا معه لرؤيته ويقابلهم في الطريق صرصار يمشي ويغني فينهره الملك: كيف انه هادئ البال وهم مهمومون بالتفكير في خطر النمل الذي يهدد الجميع. .. يسخر منهم الصرصار قائلاً: انا مسئول عن إطعام نفسي وعن حياتى ولا اريد ملكاً ولا وزيراً لا حاجة بي لكم. 
يذهب الجميع لرؤية البحيرة ويصعد الملك جدار البانيو الخارجى لرؤيتها من اعلى فيسقط في قاع البانيو ولا يجد الوسيلة للخروج لأن جدرا الحوض ملساء تؤدي إلى الانزلاق إذا حول تسلقه للخروج. يلوذ الوزير بالفرار تاركاً الملك في الأسر. يتضح أن حوض الاستحمام يقع في شقة الزوجين؛ عادل وسامية. وعندما تكتشف سامية وجود الصرصار تسارع إلى عادل كي يخلصها منه، ويرفض عادل قتل الصرصار ويطلب من سامية أن تتأمل كفاح الصرصار ومحاولاته المستميتة للنجاة. يبدأ الشجار بين الزوجين وتعتقد الزوجة أن الزوج مريض وتستدعي الطبيب الذي يقتنع بعد نقاشه مع عادل بأهمية وجدوى حكاية الصرصار والمغزى من ورائها بل ويشارك الزوج في مراقبته لمحاولات الصرصار وعدم يأسه وكفاحه من أجل الحياة. ويقارنون معاً بين النمل ونظامه وعمله الجماعي وبين الصراصير وعشوائيتهم واهتمام كل صرصار بنفسه فقط. ولا وجود لأى تعاون بين الجميع 
وفجأة تأتي الخادمة أم عطية وتُنهى حياة الصرصار برشه بمبيد للحشرات. يحزن الزوج ويعتبرها مؤامرة من زوجته التي تحاول فرض سيطرتها. يمنح الطبيب الزوج اجازة ثلاثة أيام لكي يريح اعصابه، وتذهب الزوجة لعملها بعد أن طلبت من زوجها عادل أن يشغل نفسه بإنجاز أي شئ في المنزل حتى ولو كان ترتيب خزانة الملابس. ويصرخ عادل منادياً: «يا أم عطية... هاتي الجردل والخرقة... وأزيليني من الوجود».

## نقد وتعليقات
كتبت حنان عقيل على موقع صحيفة العرب في 5 سبتمبر 2020: «شاع في الأدب الاعتماد على شخصيات غير إنسانية في السرد، وهو خيارٌ تعدّدت أسبابه، بيد أن ما قد يُتّفق عليه أن ما يُتيحه النمط السردي من ترميز دال وانتقاد لاذع أحيانًا هو ما منحه تلك الاستمرارية وذلك الشيوع. وفي مسرحية» مصير صرصار«التي نشرت عام 1966 يُقدِّم الأديب المصري الراحل توفيق الحكيم عددا من مستويات الترميز من خلال الاتكاء على عالم الصراصير»، وتابعت الكاتبة تقول: "بقدر ما يكشف الحوار عن أبعاد شخصية الملك فهو يوجّه نقدًا لاذعًا وسخرية جليّة من السُلطة السياسية، إذ وجّه الحكيم انتقادات لنظام جمال عبدالناصر وثورة يوليو 1952 في كتابه "عودة الوعي" وعبّر عنها مسرحيًا في عدد من الأعمال مثل "السلطان الحائر"، وهو ما يُبيّن وجه الإسقاط السياسي الذي أراده الحكيم من تصوير اختيار ذلك الملك وهؤلاء المعاونين في مملكة الصراصير."
كتب موقع الشروق: «من بين مسرحياته جميعًا، تنفرد» مصير صرصار«بنبرتها الغاضبة المحتجة، نبرة قوية لم تظهر في أعمال الحكيم من قبل! كأنه استشرف بحسه الفني ما قاد إلى كارثة 67 التي سقطت على رؤوس الجميع بعد عام واحد من كتابته لها. في العالم السفلي الذي يهبط بنا الحكيم إليه، ينقسم الأحياء إلى نمل وصراصير!! النمل خلق نشيطًا بجيش متماسك، لا يفكر في غير حاجاته الضرورية وإشباعها، ويترصد ضحاياه بصبر وعزيمة. أما الصراصير، فمخلوقات مفككة متقاسعة كلُّ منها يعمل لصالح نفسه، ينشغل بطعامه وينسحب داخل ذاته دون أن يهتم بما يحدث لغيره من الصراصير، ملك لا موهبة له تؤهله للحكم، ولم يدعُهُ أحد لتولي العرش.»
كتبت وفاء محمود على موقع صحيفة الأهرام في أول مايو 2018: «قرأت مسرحية» مصير صرصار«لكاتبنا الكبير» توفيق الحكيم«خلال دراستى الجامعية، وقمت بتحليلها دراميا، ولكن كان أكثر ما شدني لها، الروح الفكاهية التي تتمتع بها، ولكن عندما قرأتها أخيرا وجدت فيها ما لم أدركه في السابق، من أفكار عميقة تم شرحها بسلاسة وعبقرية، تليق بأحد روادنا العظام، الذين نفتقدهم كلما رأيت الناس تتعلق بنماذج فارغة، لا يسوغ وجودها، وذلك الفراغ الذي يزيده ويشيطنه لمعاني المقولات الجوفاء الخالية من فكر ومضمون فلسفي يمكن التعويل عليه.»

## وصلات خارجية
https://www.goodreads.com/ar/book/show/5880170 مصير صرصار 
https://www.shoroukbookstores.com/books/view.aspx?id=7e769000-f8f8-4fbd-8aef-b2b827f0b86c مصير صرصار